# Бурова, Наталья Анатольевна
Наталья Анатольевна Бурова (род. 11 сентября 1983) — российская дзюдоистка, бронзовый призёр первенства России среди юниоров, чемпионка и призёр первенств России среди молодёжи, чемпионка (2006), серебряный (2004, 2009) и бронзовый (2004, 2005) призёр чемпионатов России, мастер спорта России. Выступала в средней (до 70 кг) и полутяжёлой (до 78 кг) весовой категориях. Оставила большой спорт.

## Спортивные результаты
- Первенство России среди юниоров 2001 года — ;
- Первенство России среди молодёжи 2002 года — ;
- Первенство России среди молодёжи 2003 года — ;
- Первенство России среди молодёжи 2004 года, абсолютная категория — ;
- Первенство России среди молодёжи 2004 года — ;
- Первенство России среди молодёжи 2005 года — ;
- Чемпионат России по дзюдо 2004 года, абсолютная категория — ;
- Чемпионат России по дзюдо 2004 года, до 78 кг — ;
- Чемпионат России по дзюдо 2005 года — ;
- Чемпионат России по дзюдо 2006 года — ;
- Чемпионат России по дзюдо 2009 года — ;